# Camminabilità

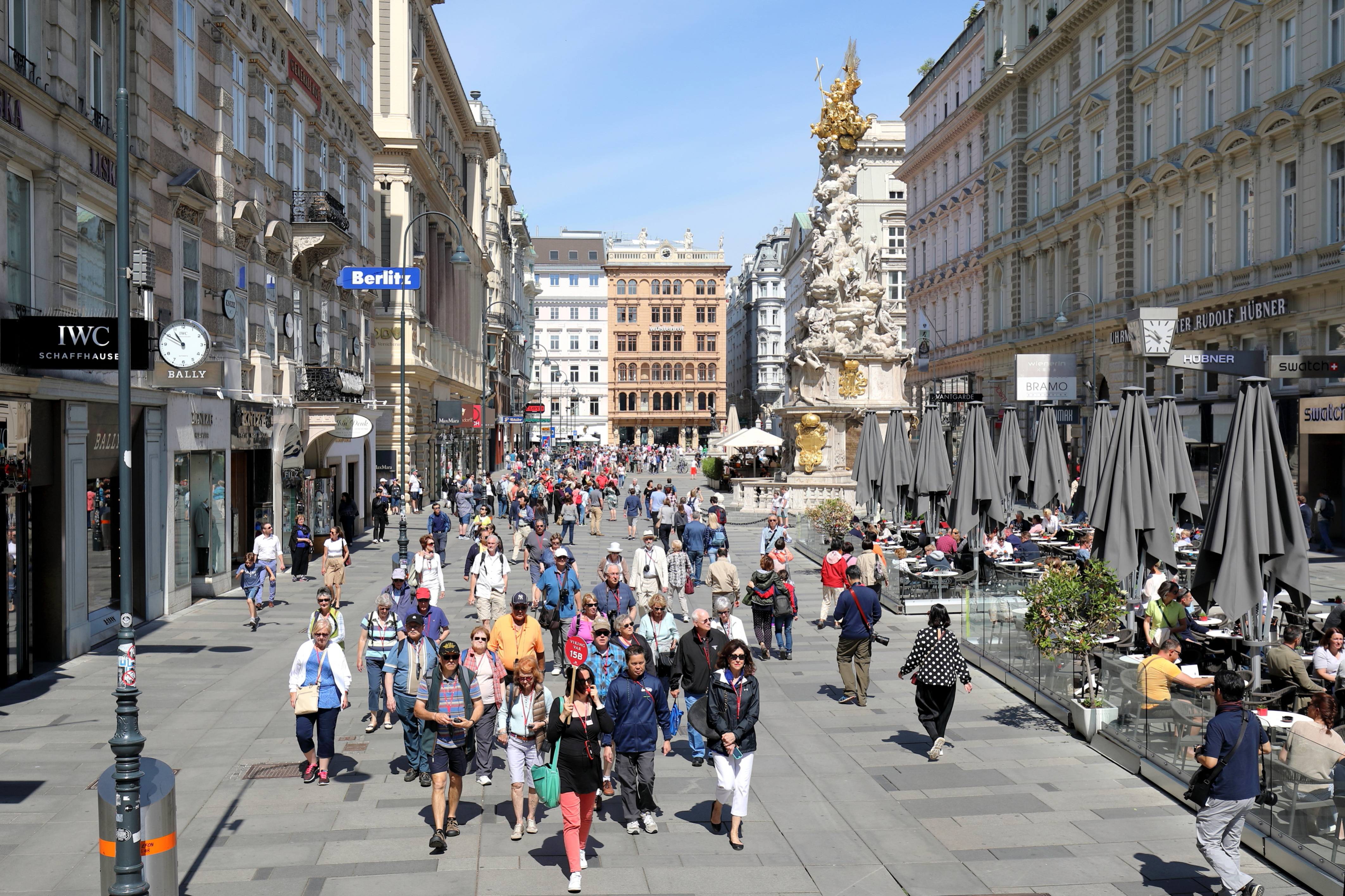
Viale pedonale, aperto nel 1971, a Vienna

La camminabilità è il grado di facilità della mobilità pedonale. Un maggiore grado di camminabilità comporta benefici per la salute, l'ambiente e l'economia.

## Fattori di camminabilità
I fattori che influenzano la camminabilità possono includere, tra gli altri:
- Priorità pedonale nell'uso della strada, con design urbani che danno la precedenza alla mobilità e alla sicurezza dei pedoni rispetto ad altri usi.
- Percorsi lineari per i pedoni, senza barriere architettoniche che generino deviazioni o tavolini all'aperto che occupino la maggior parte dello spazio pedonale.
- Presenza o assenza e qualità dei marciapiedi, con abbassamenti dei cordoli che agevolino attraversamenti per persone di tutte le età e abilità.
- Connettività delle aree pedonali tra di loro, con marciapiedi o strade pedonali che coprano l'intero ambiente urbano e attraversamenti pedonali regolari.
- Uso del suolo misto, con densità abitativa vicina a diversi servizi (negozi, ristoranti, bar, teatri, scuole, parchi, impianti sportivi, ecc.).
- Presenza di alberi e vegetazione che generino ombra e evitino isole di calore.
- Presenza di arredi urbani accoglienti, con panchine a intervalli regolari che permettano il riposo e fontanelle d'acqua potabile.
- Frequenza e varietà di edifici, con distanze ravvicinate, senza grandi spazi vuoti tra di loro o parchi urbani troppo grandi.
- Isolati non troppo estesi e con ingressi frequenti agli edifici in modo che le deviazioni non siano troppo lunghe.
- Visibilità e trasparenza, che includono l'illuminazione pubblica, la rimozione di elementi che ostruiscono la vista, come veicoli parcheggiati, che possono creare luoghi di nascondiglio e una maggiore sensazione di insicurezza, oltre a finestre rivolte verso l'esterno, che consentano l'osservazione della strada.